# Constitución de Argelia
La Constitución de Argelia es la ley fundamental de Argelia. La propuesta fue presentada el 4 de febrero de 2016 por primer ministro Abdelmalek Sellal y adoptada el 7 de febrero de 2016.

## Introducción
Es la ley básica fundamental del Estado Argelino y cuenta con un rango superior al resto de normas jurídicas, es fundacional porque fundamenta todo el ordenamiento jurídico argelino e incluye los derechos y libertades de los ciudadanos, delimitando los poderes de las distintas instituciones y administraciones del Estado.

## Historia
Esta Constitución reemplaza a la Constitución de 1996. La nueva Carta magna limita a dos el número de mandatos presidenciales, prohíbe a los ciudadanos argelinos con doble nacionalidad acceder a altos cargos de la función pública y otorga al Tamazight el estatuto de lengua cooficial de Argelia, pero no en el mismo plano de igualdad que el árabe, que queda como la lengua nacional del estado. Se calcula que las lenguas bereberes tienen unos diez millones de hablantes en Argelia, una cuarta parte de la población del país. Pese a este importante peso numérico, las autoridades argelinas han mantenido históricamente una política contraria a las lenguas bereberes del Magreb, habladas por muchos hablantes desde el Reino de Marruecos hasta Egipto y también las lenguas tuareg del Sáhara. Desde la independencia del país, en 1962, el árabe sustituyó al francés como lengua única del estado, sin dejar espacio para las lenguas bereberes como el cabilio, el chaoui, el chenoua o el mozabita. En la década de 1980 tuvo lugar la llamada Primavera Bereber, especialmente en la región montañosa de la Cabilia, para reclamar la oficialidad de la lengua y el reconocimiento de la identidad Amazigh en Argelia. Aquel primer movimiento popular de oposición a las autoridades desde la independencia fue duramente reprimido por las autoridades, pero sirvió para situar las reivindicaciones identitarias y lingüísticas de una parte de la población argelina en la agenda política nacional. En 2001 tuvo lugar una serie de protestas y disturbios en la Cabilia, en la llamada Primavera Negra.